# 4. Buffett Cup
4. Buffett Cup – zawody brydżowe rozegrane między zaproszonymi zawodnikami z Europy i Stanów Zjednoczonych, które odbyły się w okresie 10–13 września 2012 roku w Omaha (Nebraska, USA).
Wygrała drużyna USA 107:103.

## Wynik zawodów
| Wynik zawodów 4. Buffett Cup | Wynik zawodów 4. Buffett Cup | Wynik zawodów 4. Buffett Cup | Wynik zawodów 4. Buffett Cup | Wynik zawodów 4. Buffett Cup | Wynik zawodów 4. Buffett Cup |
| Zespół                       | Pary                         | Teamy                        | Ind.                         | H2H                          | Suma                         |
| ---------------------------- | ---------------------------- | ---------------------------- | ---------------------------- | ---------------------------- | ---------------------------- |
| USA                          | 36                           | 26                           | 39                           | 6                            | 107                          |
| Europa                       | 24                           | 46                           | 27                           | 6                            | 103                          |

## Format zawodów
- W zawodach uczestniczyło po 12 zawodników każdej z drużyn. W praktyce było po 6 par.
- Zawody składały się ze konkurencji par, teamów, indywidualnej oraz spotkań "bezpośrednich" (head to head, H2H). Osobno liczone były wyniki każdej sesji. Wynik każdej sesji przeliczny był na (opisane dalej) punkty zwycięskie (Buffett points).
- Wynik każdego rozdania był porównywany z wynikiem na drugim stole i w każdym rozdaniu można było otrzymać 0, ½ lub 1 punkt (BAM).
- W konkurencjach par, teamów oraz indywidualnej wynikiem sesji było trzy razy porównania 2 pokoi (otwartego i zamkniętego).
- W konkurencji H2H wynikiem sesji (7 rozdań) było jedno porównanie.
- W konkurencji par każda pary miała drugim pokoju kolejno różne pary (tego samego zespołu). Rozgrywanych było 5 sesji po 11 rozdań.
- W konkurencji teamów kapitanowie drużyn utworzyli po 3 zespoły. Każdy z 3 teamów Europy spotykał się (2 sesje, po 10 rozdań) z każdym z teamów z USA.
- W konkurencji indywidualnej pary w każdej sesji tworzone były w ten sposób, że w każdej sesji zawodnik grał z innym partnerem. Rozgrywanych było 11 sesji (po 6 rozdań). Każdy z zespołów (USA i Europa), w tej części zawodów, miał swoją kartę konwencyjną, którą grali wszyscy zawodnicy danego zespołu.
- W konkurencji H2H, podobnie jak w teamach, kapitanowie drużyn utworzyli po 3 zespoły, które rozgrywały (w osobnych sesjach) spotkania.
- W sumie do zdobycia było 210 punktów (Buffett points). W przypadku remisu puchar zostałby w USA.
- W konkurencji par za zwycięstwo otrzymywało się w każdej sesji 0, 2 lub 4 punkty. Było 5 sesji (po 3 mecze). Liczba punktów w konkurencji par wynosiła (5*3*4=) 60 .
- W konkurencji teamów za zwycięstwo otrzymywało się 0, 2 lub 4 punkty. Było 6 sesji (po 3 mecze). Liczba punktów w konkurencji teamów wynosiła (6*3*4=) 72.
- W konkurencji indywidualnej można było zdobyć w każdym meczu 0, 1 lub 2 punkty. Było 11 sesji (po 3 mecze). Liczba punktów w konkurencji indywidualnej wynosiła (11*2*3 = ) 66.
- W konkurencji H2H otrzymywało się 0, 2 lub 4 punkty. Były 3 sesje. Liczba punktów w konkurencji H2H wynosiła 3*4 = 12 .

## Poprzedni zwycięzcy
Poprzednie zawody, trzeci Buffett Cup, odbyły się w okresie 27..30 września 2010 w Cardiff, (Walia). USA zwyciężyło 109:89.

## Składy drużyn
| Irlandia | npc Paul Porteous  | npc Paul Porteous | npc Paul Porteous |
| Monako   | Fulvio Fantoni     | Monako            | Claudio Nunes     |
| Anglia   | Sally Brock        | Anglia            | Nicola Smith      |
| Francja  | Michel Bessis      | Francja           | Thomas Bessis     |
| Holandia | Ricco van Prooijen | Holandia          | Louk Verhees Jr.  |
| Bułgaria | Kalin Karaiwanow   | Bułgaria          | Rumen Trendafiłow |
| Anglia   | Paul Hackett       | Irlandia          | Tom Hanlon        |

| Stany Zjednoczone | npc Donna Compton | npc Donna Compton | npc Donna Compton |
| Stany Zjednoczone | Bob Hamman        | Stany Zjednoczone | Justin Lall       |
| Stany Zjednoczone | Joe Grue          | Stany Zjednoczone | Curtis Cheek      |
| Stany Zjednoczone | Alan Sontag       | Stany Zjednoczone | David Berkowitz   |
| Stany Zjednoczone | Jill Levin        | Stany Zjednoczone | Jenny Wolpert     |
| Stany Zjednoczone | Joel Wooldridge   | Stany Zjednoczone | John Hurd         |
| Stany Zjednoczone | Fred Gitelman     | Stany Zjednoczone | Brad Moss         |

## Transmisje z zawodów
Wszystkie sesje zawodów transmitowane były w internecie poprzez BBO. Była jednoczesna transmisja z 6 stołów.
W komentarzach do zawodów podkreślano iż:
- dynamicznie następowały zmiany organizacji zawodów. Niektóre sesje były przenoszone na inne dni;
- następowały zmiany godzin sesji bez wstępnego podania informacji o tych zmianach;
- zatrudnieni operatorzy VuGraph'u mieli kłopoty z obsługą. Wiele transmitowanych spotkań kończyło się tylko podaniem końcowego wyniku. A i ten czasami był podawany dla przeciwnej strony!

## Plan sesji i wyniki zawodów
Poniżej przedstawiono wszystkie sesje zawodów. Podany czas obowiązuje w Europie! Kolumny zawierają wynik sesji i wynik po sesjach.
| 4. Buffett Cup. Plan sesji. | 4. Buffett Cup. Plan sesji. | 4. Buffett Cup. Plan sesji. | 4. Buffett Cup. Plan sesji. | 4. Buffett Cup. Plan sesji. | 4. Buffett Cup. Plan sesji. | 4. Buffett Cup. Plan sesji. |
| Data                        | CET                         | Konkurencja                 | Stany Zjednoczone           |                             | Stany Zjednoczone           |                             |
| --------------------------- | --------------------------- | --------------------------- | --------------------------- | --------------------------- | --------------------------- | --------------------------- |
| 10 września poniedziałek    | 17:00                       | Pary 1                      | 8                           | 4                           | 8                           | 4                           |
| 10 września poniedziałek    | 18:30                       | Pary 2                      | 8                           | 4                           | 16                          | 8                           |
| 10 września poniedziałek    | 21:00                       | Pary 3                      | 8                           | 4                           | 24                          | 12                          |
| 10 września poniedziałek    | 22:30                       | Pary 4                      | 0                           | 12                          | 24                          | 24                          |
| 11 września wtorek          | 00:00                       | Pary 5                      | 12                          | 0                           | 36                          | 24                          |
| 11 września wtorek          | 17:00                       | Teamy 1                     | 8                           | 4                           | 44                          | 28                          |
| 11 września wtorek          | 19:00                       | Teamy 2                     | 4                           | 8                           | 48                          | 36                          |
| 11 września wtorek          | 21:20                       | Teamy 3                     | 4                           | 8                           | 52                          | 44                          |
| 11 września wtorek          | 23:20                       | Teamy 4                     | 2                           | 10                          | 54                          | 54                          |
| 12 września środa           | 01:00                       | Teamy 5                     | 4                           | 8                           | 58                          | 62                          |
| 12 września środa           | 17:00                       | Teamy 6                     | 4                           | 8                           | 62                          | 70                          |
| 12 września środa           | 18:30                       | Ind 1                       | 4                           | 2                           | 66                          | 72                          |
| 12 września środa           | 20:0                        | Ind 2                       | 6                           | 0                           | 72                          | 72                          |
| 12 września środa           | 21:00                       | Ind 3                       | 2                           | 4                           | 74                          | 76                          |
| 12 września środa           | 22:00                       | Ind 4                       | 4                           | 2                           | 78                          | 78                          |
| 12 września środa           | 23:00                       | Ind 5                       | 4                           | 2                           | 82                          | 80                          |
| 13 września czwartek        | 00:00                       | Ind 6                       | 2                           | 4                           | 84                          | 84                          |
| 13 września czwartek        | 01:00                       | Ind 7                       | 4                           | 2                           | 88                          | 86                          |
| 13 września czwartek        | 17:00                       | Ind 8                       | 2                           | 4                           | 90                          | 90                          |
| 13 września czwartek        | 18:00                       | Ind 9                       | 4                           | 2                           | 94                          | 92                          |
| 13 września czwartek        | 19:00                       | Ind 10                      | 4                           | 2                           | 98                          | 94                          |
| 13 września czwartek        | 20:00                       | Ind 11                      | 3                           | 3                           | 101                         | 97                          |
| 13 września czwartek        | 21:00                       | H2H 1                       | 0                           | 4                           | 101                         | 101                         |
| 13 września czwartek        | 22:00                       | H2H 2                       | 2                           | 2                           | 103                         | 103                         |
| 13 września czwartek        | 23:00                       | H2H 3                       | 4                           | 0                           | 107                         | 103                         |